# Unió Esportiva i Recreativa Pineda de Mar
La Unió Esportiva i Recreativa Pineda és un club esportiu de la ciutat de Pineda de Mar. Juga els seus partits al Pavelló Municipal Francesc 'Nino' Buscató.
La UER Pineda va sorgir de la fusió de 3 entitats de la vila: Club Ciclista, Club de Bàsquet i Club d'Escacs. Era l'any 1952. Poc més tard, s'hi afegiria la secció recreativa, fet que va donar el nom definitiu a l'entitat: Unió Deportiva i Recreativa Pineda (UDR Pineda).
Oficialment, però, no va ser fins al 1954, quan van ser aprovats els estatuts, que la UDR va començar la seva tasca en els diferents camps: activitats esportives, recreatives i lúdiques. La festa de Sant Joan de l'any 1954 fou la primera manifestació oficial de l'entitat.
Des d'aleshores, l'entitat ha passat per moments difícils (econòmicament i esportivament parlant), però també per etapes de glòria que han mantingut el bon nom de Pineda dins del bàsquet estatal.
La temporada 1970-71 s'assoleix un hite molt important pel club en aconseguir l'ascens a la màxima categoria del basquetbol espanyol. La petita població de Pineda de Mar passaria a tenir un equip competint entre els grans del bàsquet estatal.
Durant 8 temporades seguides (des de la 1971-72 fins a la 1978-79), el club va competir a la primera divisió de la lliga estatal, amb un 4t lloc molt meritori i espectacular la temporada 1976-77, per darrere dels 3 grans del bàsquet: Real Madrid, Barcelona i Joventut.
Va disputar dues vegades la Copa Korać: la temporada 1974-75, quedant eliminada en primera ronda contra el Denain Voltaire francés tot i guanyar la tornada a casa, i la 1978-79, sent eliminada a la segona ronda contra l'Standard de Lieja. La temporada 1978-79 va significar també el descens a segona divisió en quedar penúltim a només una victoria de la salvació.
L'estiu de 1984 va renunciar a seguir competint a la Primera B per motius econòmics, sent relegat a començar de nou des de la tercera divisió.
Pineda és un poble de bàsquet i hi han nascut grans jugadors d'entre els quals cal destacar la figura d'en “Nino” Buscató, un dels millors jugadors de bàsquet del nostre país, Creu de Sant Jordi (2023) i que va jugar amb la UDR les temporades 1955-56 i 1956-57, abans que el fitxés el Barça.
Actualment (temporada 2024-25), el club competeix a 1a Catalana, la tercera divisió del bàsquet català per sota de Super Copa i Copa Catalunya.

## Historial a Primera Divisió (ActualACB)
- 1971-72: 10è
- 1972-73: 8è
- 1973-74: 7è
- 1974-75: 11è
- 1975-76: 8è
- 1976-77: 4t
- 1977-78: 8è
- 1978-79: 11è

## Historial aCopa del Rei
- 1972-73: Quarts de final (eliminat pel Joventut Badalona)
- 1973-74: Quarts de final (eliminat pel Joventut Badalona)
- 1977-78: Quarts de final (eliminat pel FC Barcelona)
- 1978-79: Quarts de final (eliminat pel CB Inmobanco)

## Historial en Competicions Europees
- 1974-75: Eliminat en 1ª ronda de la Copa Korac per Denain Voltaire Basket (global de 143-166)
- 1978-79: Eliminat en 2ª ronda de la Copa Korac per Standard Lieja (global de 143-182)

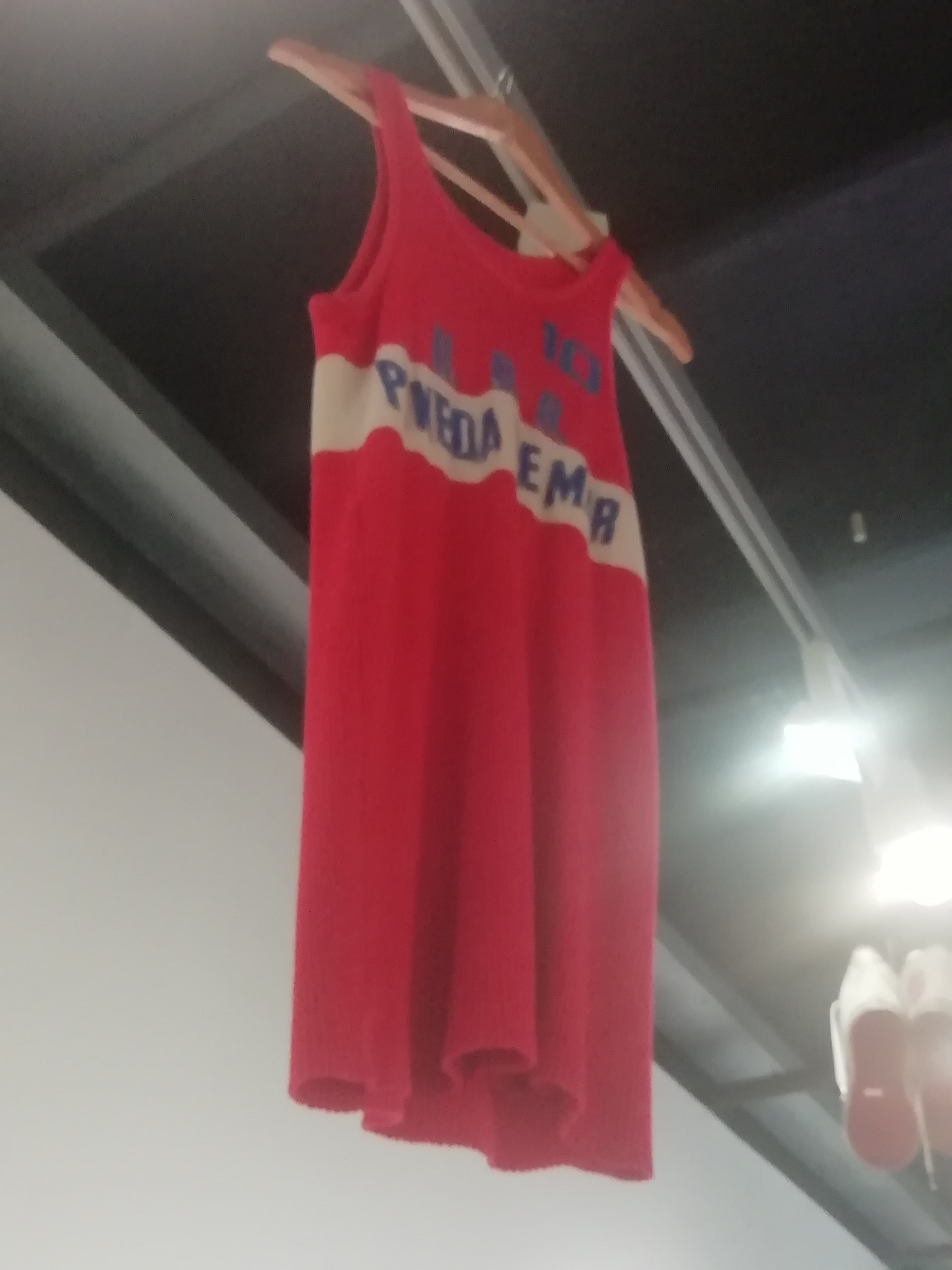
Samarreta de l'equip UER Pineda.